# Campeonato zona sur de atletismo master
El Campeonato zona sur de atletismo master es un torneo deportivo de atletismo que se realiza todos los años en diferentes regiones de Chile. Con la finalidad de reunir los mejores exponentes de atletismo Máster en Chile.

## Disciplinas
Los eventos reúnen variadas disciplinas deportvas tales como:
1. Carreras de larga distancia
2. Carreras de media distancia
3. Carreras con obstáculos
4. Carreras de relevos
5. Carreras de vallas
6. Lanzamiento de disco
7. Lanzamiento de jabalina
8. Lanzamiento de martillo
9. Lanzamiento de bala
10. Salto de longitud
11. Triple salto
12. Maratón
13. Medio maratón
14. Marcha atlética

## Competiciones

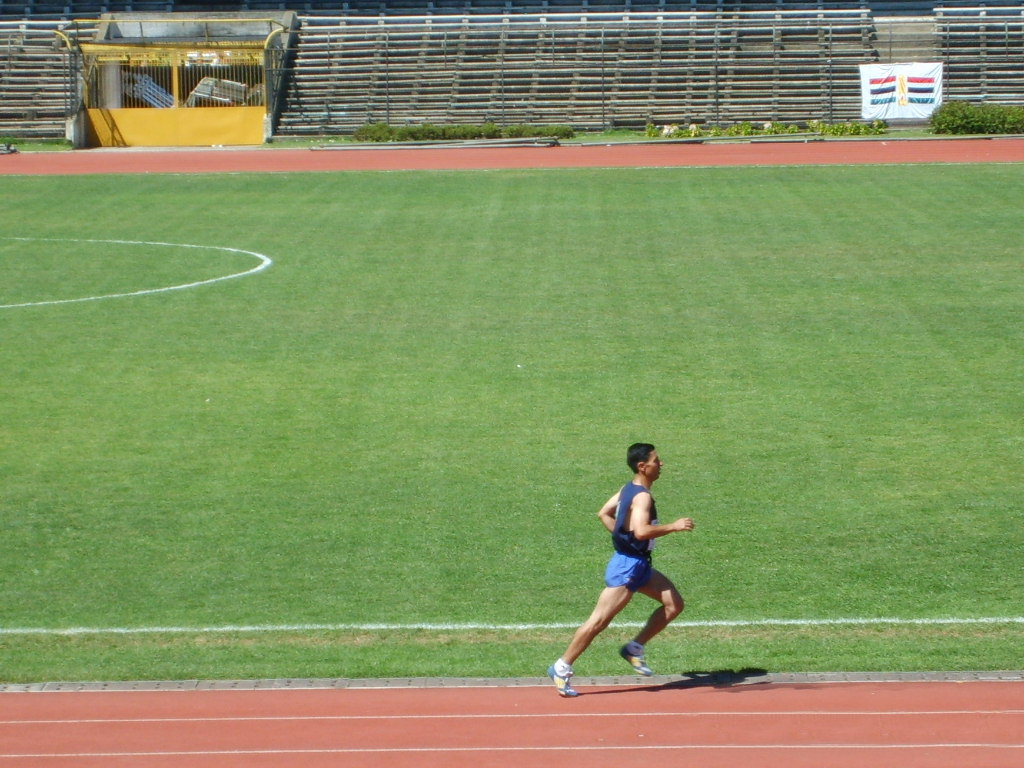
Atleta en pruebas de velocidad.

El último Campeonato Zona Sur se realizó en la ciudad de Concepción (Chile),con fecha 9 y 10 de marzo de 2007. Fue el Estadio Municipal de Concepción. En el cual se rompieron los siguientes récords chilenos:
- 100 m planos damas (Marcia Sierra, categoría 55 años)
- 200 m planos damas (Marcia Sierra, categoría 55 años)
- 200 m planos varones (Alejandro Ríos, categoría 45 años)